# Đội tuyển bóng đá bãi biển quốc gia Canada
Đội tuyển bóng đá bãi biển quốc gia Canada đại diện Canada ở các giải thi đấu bóng đá bãi biển quốc tế và được điều hành bởi Hiệp hội bóng đá Canada, cơ quan quản lý bóng đá ở Canada.

## Đội hình hiện tại
Tính đến 13 tháng 2 năm 2017

| Số | VT | Cầu thủ           | Ngày sinh (tuổi)  | Trận | Bàn | Câu lạc bộ                        |
| -- | -- | ----------------- | ----------------- | ---- | --- | --------------------------------- |
| 1  | TM | Vincent Cournoyer | 28 tháng 2, 1987  |      |     | Royal Sélect Beauport             |
| 18 | TM | Anthony Alves     | 10 tháng 6, 1984  |      |     | Peniche Community Club of Toronto |
|    |    |                   |                   |      |     |                                   |
| 3  | HV | Daniel Chamale    | 16 tháng 3, 1993  |      |     | Milwaukee Wave                    |
| 4  | HV | Adrian Cann       | 19 tháng 9, 1980  |      |     | Scarborough SC                    |
| 6  | HV | Ian Bennett       | 27 tháng 8, 1985  |      |     | Milwaukee Wave                    |
|    |    |                   |                   |      |     |                                   |
| 3  | TV | Jacob Orellana    | 9 tháng 2, 1995   |      |     | Toronto United                    |
| 7  | TV | Milos Scepanovic  | 28 tháng 6, 1989  |      |     | Serbian White Eagles              |
| 8  | TV | Nazim Belguendouz | 29 tháng 4, 1991  |      |     | FC Grenadiers                     |
| 13 | TV | Marc Jankovic     | 27 tháng 10, 1980 |      |     | Scarborough SC                    |
|    |    |                   |                   |      |     |                                   |
| 9  | TĐ | Danilo Pessoa     | 2 tháng 3, 1990   |      |     | FC Grenadiers                     |
| 14 | TĐ | Robert Renaud     | 14 tháng 3, 1993  |      |     | Milwaukee Wave                    |

## Thành tích
- Thành tích tốt nhất tại Giải vô địch bóng đá bãi biển thế giới: Hạng 7
  - 1996, 1999, 2006
- Thành tích tốt nhất tại Giải vô địch bóng đá bãi biển Bắc, Trung Mỹ và Caribe: Á quân
  - 2006
- Thành tích tốt nhất tại Copa Latina: Hạng tư
  - 2003